# Drepanosticta hamadryas
Drepanosticta hamadryas – gatunek ważki z rodziny Platystictidae.